# Ivan Čabala
Ivan Čabala (* 13. února 1960, Humenné) je bývalý slovenský fotbalový záložník a československý reprezentant.

## Fotbalová kariéra
Před sparťanským angažmá působil v Lokomotívě Košice, Dukle Praha a RH Cheb. Je pětinásobným mistrem Československa z let 1987, 1988, 1989, 1990 a 1991. Všechny tituly získal se Spartou Praha. Dal za Spartu i dva góly v Poháru mistrů evropských zemí (Fenerbahce Istanbul a Framu Reykjavík). Ve Spartě hrál v letech 1986–1990 a pak znovu v roce 1991. Ze Sparty odešel poprvé roku 1990 do švédského klubu Västerås SK, ale brzy se vrátil. Podruhé zkusil zahraniční angažmá v rakouském Kremser SC. Poté se znovu vrátil do české ligy, působil ve Viktorii Žižkov. V nižších soutěžích hrál za 1. FK Příbram, FC Střížkov Praha 9 a béčko Sparty.
Za československou reprezentaci odehrál v letech 1986–1989 čtyři utkání, branku nevstřelil.

## Ligová bilance
| Ročník                                   | Zápasy | Góly | Klub              |
| ---------------------------------------- | ------ | ---- | ----------------- |
| 1. československá fotbalová liga 1979/80 | 15     | 0    | Lokomotíva Košice |
| 1. československá fotbalová liga 1980/81 | 28     | 2    | Lokomotíva Košice |
| 1. československá fotbalová liga 1981/82 | 25     | 0    | Lokomotíva Košice |
| 1. československá fotbalová liga 1982/83 | 19     | 3    | Dukla Praha       |
| 1. československá fotbalová liga 1983/84 | 26     | 0    | RH Cheb           |
| 1. československá fotbalová liga 1984/85 | 27     | 0    | Lokomotíva Košice |
| 1. československá fotbalová liga 1985/86 | 29     | 7    | Lokomotíva Košice |
| 1. československá fotbalová liga 1986/87 | 28     | 3    | Sparta ČKD Praha  |
| 1. československá fotbalová liga 1987/88 | 27     | 8    | Sparta ČKD Praha  |
| 1. československá fotbalová liga 1988/89 | 18     | 2    | Sparta ČKD Praha  |
| 1. československá fotbalová liga 1989/90 | 28     | 3    | Sparta ČKD Praha  |
| 1. československá fotbalová liga 1990/91 | 13     | 0    | Sparta Praha      |
| Rakouská Bundesliga 1991/92              | 15     | 1    | Kremser SC        |
| 1. česká fotbalová liga 1993/94          | 16     | 0    | Viktoria Žižkov   |
| CELKEM                                   | 316    | 29   |                   |